# Ženščina, kotoraja poët
Ženščina, kotoraja poët (in russo Женщина, которая поёт?, lett. "Una donna che canta") è un film del 1978 diretto da Aleksandr Orlov ed interpretato da Alla Pugačëva.